# 1989 JA
1989 JA är en asteroid i huvudbältet som upptäcktes den 1 maj 1989 av den amerikanska astronomen Eleanor F. Helin vid Palomarobservatoriet.
Asteroiden har en diameter på ungefär 2 kilometer och den tillhör asteroidgruppen Apollo.